# Jorge Rifatti
Jorge Nelson Rifatti (Rosario, 16 novembre 1970) è un ex cestista argentino con cittadinanza italiana, di ruolo centro.

## Carriera
Nei campionati professionistici ha militato nella Viola Reggio Calabria.
Ha anche militato nel Basket Trapani e nella Dinamo Basket Sassari.
Attualmente è procuratore di cestisti argentini, statunitensi e italiani.